# Bouteloua eludens
Bouteloua eludens là một loài thực vật có hoa trong họ Hòa thảo. Loài này được Griffiths mô tả khoa học đầu tiên năm 1912.